# 유연수 (초왕)
초왕 유연수(楚王 劉延壽, ? ~ 기원전 69년)는 전한의 황족 · 제후왕으로, 원왕 계통의 마지막 초왕이다.

## 생애
초절왕 유순의 아들로, 기원전 101년에 아버지가 죽자 초왕의 작위를 이었다.
무제의 아들 광릉여왕 유서는 소제 때부터 소제가 아들이 없으므로 다음 황제의 자리를 노렸으나, 소제 사후 선제가 즉위하자 불만을 품고 제위를 호시탐탐 노리고 있었다. 유연수는 이런 유서를 은밀히 돕고자 하여 처남 조하제(趙何齊)와 유서의 딸을 혼인하게 하고, 조하제와 모의하여 유서와 연합하고 쿠데타를 일으켜 유서를 황제로, 조하제를 황제의 사위로 만들자고 했다. 그래서 조하제에게 글을 주어 유서에게 전하고자 했는데, 조하제의 아버지 조장년이 이를 조정에 고발했다. 담당관에게 조사하여 사건을 밝히니 유연수는 자살했고, 봉국은 폐지되었다.